# Julia Marichal
Julia Esther Antonia de la Concepción Marichal Martínez (Veracruz, 14 de febrero de 1944-Ciudad de México, 12 de noviembre de 2011), más conocida como Julia Marichal, fue una actriz mexicana de cine y televisión.

## Carrera
Hija de Esther Martínez Peñate, destacada actriz cubana de la Época de oro del cine mexicano, Marichal era tía de los cantantes Kalimba Marichal y M'balia Marichal. Comenzó su carrera como actriz en 1966 en la película Joselito vagabundo, posteriormente actuó en películas como Fando y Lis (1968), Las pirañas aman en cuaresma (1969), La mentira (1970), Pubertinaje (1971), La muerte viviente (1971), Las puertas del paraíso (1971), Apolinar (1972), La mansión de la locura (1973), La loca de los milagros (1975) y Maten al león (1977). También actuó en telenovelas como El derecho de nacer (1966), La tormenta (1967), Tres vidas distintas (1968), Leyendas de México (1968), En busca del paraíso (1968), La señora joven (1972), Mundo de juguete (1974), Juventud (1980), Monte calvario (1986), Dos vidas (1988), Morir para vivir (1989),  Marimar (1994), Marisol (1996) y La chacala (1997). Luego se retiró del cine y televisión, pero se dedicó como maestra de actuación y teatro, participando  en obras de teatro y otras actividades artísticas.

## Asesinato
Marichal fue vista por última vez con vida el 12 de noviembre de 2011, siendo hallada muerta el 2 de diciembre por la tarde en su domicilio, ubicado en la delegación Magdalena Contreras, al sur de la Ciudad de México, con signos de violencia. La mañana del 30 de diciembre fueron aprehendidos Pedro Castellanos y Ana Betsaida Gómez, quienes confesaron ser los autores del crimen que privó de la vida a la actriz. El primero se desempeñaba como asistente de la actriz desde hacía cinco años y en el último tiempo mantenía una relación hostil con ella. Castellanos confesó que el móvil del homicidio fue el robo, y que la había asesinado el 12 de noviembre asfixiándola y luego le cercenó las manos, mientras que su compañera la decapitó, siendo esta descuartizada. Después de la confesión, Miguel Ángel Mancera, el procurador general de la Justicia del Distrito Federal informó que se levantaría el arresto domiciliario de Alfredo Marichal Cancino, sobrino de la actriz, quien se encontraba detenido como presunto autor del crimen, pero al no encontrar pruebas que lo conectaran con los verdaderos homicidas, aunado también a las confesiones de los mismos que lo desligaron de toda responsabilidad, Marichal Cancino saldría en libertad, mientras Pedro Castellanos y Ana Betsaida Gómez eran condenados a 52 años y medio de cárcel.

## Filmografía

### Telenovelas
- La chacala (1997-1998).... Dominga
- Marisol (1996).... Dolores
- Marimar (1994).... Corazón
- Morir para vivir (1989).... Teo
- Dos vidas (1988).... Mary
- Rosa salvaje (1987-1988).... Romelia
- Monte calvario (1986).... Matilde
- Juventud (1980)
- Mundo de juguete (1974-1977).... Caridad
- La señora joven (1972-1973).... Coralito
- En busca del paraíso (1968)
- Leyendas de México (1968)
- Tres vidas distintas (1968)
- La tormenta (1967)
- El derecho de nacer (1966)

### Películas
- Maten al león (1977).... Rosita Galvazo
- La loca de los milagros (1975)
- La mansión de la locura (1973)
- Apolinar (1972)
- Las puertas del paraíso (1971)
- La muerte viviente (1971).... Mary Ann Vandenberg
- Pubertinaje (1971).... (segmento "Una cena de navidad")
- La mentira (1970).... María
- Las pirañas aman en cuaresma (1969)
- Corazón Salvaje (1968)
- Fando y Lis (1968).... Mujer con látigo
- Joselito vagabundo (1966)